# Fcγ-Rezeptor Ib
Der Fcγ-Rezeptor 1b (synonym CD64b) ist ein Oberflächenprotein aus der Gruppe der Fcγ-Rezeptoren.

## Eigenschaften
Der Fcγ-Rezeptor Ib bindet die Fc-Region von Immunglobulin G mit niedrigerer Affinität als Fcγ-Rezeptor Ia. Er ist an der humoralen Immunantwort beteiligt. Der Fcγ-Rezeptor IB ist glykosyliert.